# آن برای زیستن است
« آن برای زیستن است» تک‌آهنگی از هنرمند اهل کانادا سلین دیون است که در اکتبر ۱۹۸۵ منتشر شد.